# Павленко Анатолій Єгорович
Павленко Анатолій Єгорович (14 жовтня 1956, Харків — 8 грудня 2018, Київ) — військовий діяч України, генерал-лейтенант.

## Життєпис
Народився 14 жовтня 1956 року у м. Харкові.
У 1979 році закінчив Харківський інститут інженерів залізничного транспорту, у 1999 році — Національну юридичну академію України ім. Ярослава Мудрого.
У грудні 1982 року Анатолій Павленко прийнятий на військову службу в органи державної безпеки. Після закінчення вищих курсів підготовки та удосконалення керівного та оперативного складу пройшов шлях від оперуповноваженого до заступника Голови Служби безпеки України. Службу проходив в Харківському, Полтавському, Одеському та Центральному управліннях.
З 1999 по 2001 роки заступник начальника Управління Служби безпеки України в Полтавській області
З 2001 по 2003 роки очолював Управління Служби безпеки України в Одеській області.
Указом Президента України N 688/2005 від 20 квітня 2005 року А. Павленко призначений начальником Управління Служби безпеки України в Харківській області.
Указом Президента України № 460/2006 від 29 травня 2006 року призначений начальником Управління Служби безпеки України у м. Києві.
Очолював деякі структурні підрозділи Центрального управління Служби безпеки України.
16 січня 2010 року генерал-майору Анатолію Павленку — заступнику Голови Служби безпеки України — начальнику Департаменту контррозвідки присвоєне військове звання генерал-лейтенанта.
Звільнений з військової служби у березні 2010 року з посади заступника Голови Служби безпеки України — начальника Департаменту контррозвідки.
Помер 8 грудня 2018 року.

### Нагороди
За вагомий особистий внесок у захист державних інтересів України, зміцнення законності та правопорядку, зразкове виконання військового і службового обов'язку, високий професіоналізм Указом Президента України N 255/2006 від 23 березня 2006 року нагороджений Орденом Богдана Хмельницького ІІІ ступеню.
За сумлінне виконання службових обов'язків, досягнуті конкретні позитивні результати, виявлені при цьому високий професіоналізм, ініціативу та наполеглевість нагороджений чисельними відомчими нагородами, серед яких:
- «Хрест Доблесті» І ступеню;
- «Хрест Доблесті» ІІ ступеню;
- «Хрест пошани»;
- медаль «За мужність і відвагу»;
- нагрудний знак «Слава і честь»;
- «Почесна відзнака Апарату Ради національної безпеки і оборони України» І ступеню;
- відзнака Міністрерства оборони України «Знак пошани»;
- відзнака Головного управління розвідки Міністерства оборони України «Почесна відзнака»;
- відзнака «За військову доблесть»;
- нагороджений відомчою відзнакою «Холодна зброя».